# Hostynne (obwód winnicki)
Hostynne (ukr. Гостинне) – wieś na Ukrainie, w obwodzie winnickim, w rejonie winnickim, w hromadzie Niemirów. W 2001 liczyła 397 mieszkańców, wśród których 394 wskazało jako ojczysty język ukraiński, 2 rosyjski, a 1 białoruski.